# Нафтенові кислоти
Нафтенові кислоти (рос. нафтеновые кислоты; англ. naphthene acids; нім. Naphthensäuren f pl) – органічні кислоти, що виділяються з нафти. Солі Н.к. застосовують для виготовлення мастил, олійних фарб тощо. 
Алюмінієві солі нафтенових та пальмітинових кислот використовувались протягом Другої Світової війни для виробництва напалму (слово напалм походить від слів нафтенові та пальмітинові кислоти).